# Pancasán
Pancasán (vocablo sumo que significa "Cerro del Tapir" o "Cerro de la Danta") es un grupo nicaragüense de música folclórica, que formó parte de la llamada Nueva Canción Latinoamericana desde la segunda mitad de la década de 1970 hasta 1990.

## Historia

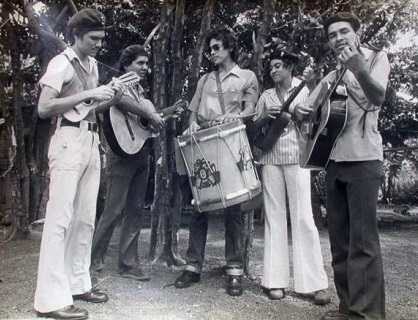
Grupo Pancasán en 1978

A finales de agosto de 1975, cuatro estudiantes de la Universidad Nacional Autónoma de Nicaragua en la ciudad de Managua con solamente dos guitarras, un güiro y un bongó iniciaron un viaje musical que los llevaría hacia una entrada brillante en la historia revolucionaria de Nicaragua y Latinoamérica con el nombre de Pancasán. 
Sus nombres: Francisco Cedeño, Marlene Álvarez, Martín Fonseca, Agustín Sequeira y luego Salvador Baltodano, quien en 1977 se integra para sustituir a Agustín, ya que las estructuras del FSLN lo mandaron a la guerrilla en la montaña, en la zona de Chontales.
Ellos provocaron a Tachito y su Guardia Nacional, sin mucha habilidad musical pero sí con mucha química, y, más que eso, con temas que alentaban al cambio, a la lucha por "la libertad del pueblo", como dice una de sus melodías.  
Nacieron de la espontaneidad. A Marlene le gustaba cantar con sus compañeros en sus ratos de estudiante del Año Básico, entre ellas Arlen Siu, caída en combate en 1975, compositora de "María Rural", una canción presente en uno de los discos del grupo Pancasán. Francisco "Pancho", por su lado, era un entusiasta de la música que ensayaba con sus amigos en la casa de sus padres, en residencial Bello Horizonte. Un día coincidieron con Marlene en un acto en el Colegio Centroamérica y surgió la idea de unirse.

### Origen del nombre
Exactamente el 27 de agosto de 1975, se realizó una actividad político-cultural en conmemoración a la gesta heroica de Pancasán, al momento de ser presentado ante los asistentes, la maestra de ceremonia quien era Eva María Téller, dice: 
"Ahora con nosotros el ¡Grupo Pancasán!"
Fue una improvisación de ella. Cuando terminó la actividad, pensando y viendo el peso histórico que tenía esta gesta guerrillera para la historia de Nicaragua y los valores que habían dejado quienes murieron allí, los jóvenes músicos dijeron:
"Hombre!, no está malo este nombre, es un buen nombre. Así nos llamaremos."

## Primeros integrantes
Sus primeros integrantes eran Berta Rosa Guerra, Donald Aguirre, Marta Sandoval, Danny Montenegro, Laura Amanda Cuadra (quien murió en julio de 1980, días después del primer aniversario de la Revolución), Agustín Sequeira, Marlene Álvarez, Martín Fonseca y Francisco Cedeño. 
Entonces eran una célula revolucionaria. Pertenecían al Frente Estudiantil Revolucionario (FER), y cuando se hicieron grupo, ensayaban por lo menos una vez a la semana en la UNAN, sede Managua. Francisco "Pancho" Cedeño, recuerda; 
"Ensayábamos en el aula que hallábamos abierta aunque fueran las 10 de la noche."
La primera canción que hicieron fue "Compañero Estudiante".

### Primer disco
Al final sólo quedaron cuatro: Francisco, Marlene, Agustín y Martín. Ellos hicieron el primer disco LP llamado precisamente "Pancasán", un álbum de diez canciones que grabaron en un estudio de don Lorenzo Cardenal, ubicado sobre la carretera a Masaya, siendo Horacio Borgen, el dueño de Sonorama, su productor. Marlene cuenta:
"Ese disco lo grabamos en dos noches. Había un solo micrófono y ahí estábamos todos, pegados, y además, vigilando que no se acercara un BECAT. Ese disco casi no sale, porque fue enviado a reproducir a Costa Rica justo el 22 de agosto de 1978, el día del asalto al Palacio Nacional."
Destaca la canción "La Hora Cero", una musicalización del conocido poema de Ernesto Cardenal dedicado a Sandino. El grupo conoció esta canción a través de Adolfo Aguirre, quien cayó en Estelí en 1979. Él la aprendió de la autora de la música, Fabiola Mora.
Cuatro meses después, alguien se les apareció en la universidad con 10 mil Córdobas por la venta del disco. Pancho recuerda: 
"No tocamos un peso. El dinero pasó directo a las arcas de la lucha contra Somoza."

### Segundo disco

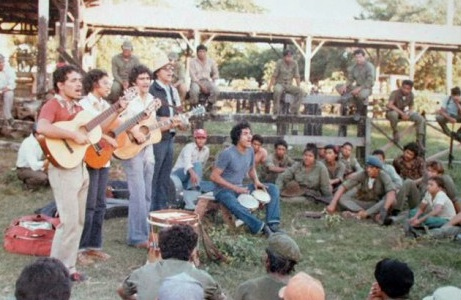
Grupo Pancasán en base militar, Frente Sur, finales de julio de 1979

El segundo disco LP se grabó informalmente casi en su totalidad en Radio Católica de Nicaragua, con el apoyo de Freddy Corea. En la grabación participó Freddy Martínez, entonces controlista de la radio, quien después se integró a la guerrilla y cayó en la zona oriental de Managua durante la insurrección de la Ofensiva Final de 1979.
Ahí aparecieron canciones como "Vamos haciendo la historia" y "Apuntes sobre el Tío Sam", una canción que estrenaron en junio de 1979, en un acto en el Recinto Universitario "Rubén Darío" (RURD) de la UNAN Managua. La canción tiene un doble significado para Pancasán porque, el día del estreno, oyeron hablar por primera vez al niño Luis Alfonso Velásquez Flores, que luego fue asesinado por un guardia somocista. Pancho Cedeño, rememora:
"Luis Alfonso nos llegaba a ver ensayar y nos decía que andaba recogiendo dinero para comprar 'spray' y poner 'pintas' en las calles."
Las canciones de este disco fueron regrabadas en noviembre de 1979 en Cuba con el título "Vamos Haciendo la Historia". Además, hubo una nueva grabación bajo el sello ENIGRAC.

## Guitarras contra Garands
Muchas veces tuvieron que salir corriendo y dejar las guitarras tiradas en predios baldíos. Más de una vez se vieron entre dos fuegos; una fue en el Open 3, cuando al salir de un acto de agitación popular, vieron cómo unos "muchachos" guerrilleros abatían a tiros a dos guardias.  
Marlene recuerda:
"Nuestro trabajo era de agitación. Organizábamos marchas en los barrios y servíamos de correo a compañeros que andaban clandestinos. Cuando nos perseguía la Guardia, la gente nos metía a sus casas, nos ponían otra ropa y nos hacían pasar como sobrinos o primos."

## Legado

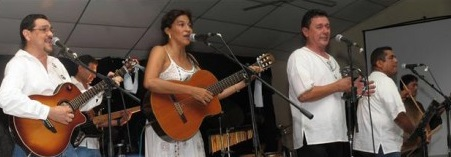
Grupo Pancasán en concierto, 2014

Pancasán es considerado uno de los grupos íconos del canto revolucionario, que dio su aporte musical comprometido con las luchas sociales desde su surgimiento en 1975, el canto de este grupo fue detonante de la conciencia popular.
Sus voces forman parte de esa memoria sonora de la Revolución Nicaragüense que muchos cantan aún hoy. Antes y después del triunfo del 19 de julio de 1979 ellos están presentes. 35 años después, cuando se les pregunta si valió la pena poner su arte por una causa, responden con una sola frase: 
"Cantarle a la Revolución era un acto de conciencia".
Solamente Pancho Cedeño se dedica a la música. El resto vive bajo el paraguas de otras profesiones. Marlene trabaja en la Red de Desarrollo Social; Martín en una constructora; Agustín es ganadero en Chontales, y Salvador Baltodano es abogado y ahora vive en Estados Unidos.  
Igual que muchos jóvenes que empuñaron las armas, el Grupo Pancasán, el Dúo Guardabarranco y El Guadalupano, como la canción, vivieron la Revolución... a su manera. Cantando.

## Álbumes
- "Pancasán", Sonorama, 1977 (Managua, Nicaragua)
  - Lado 1
    - Pancasán (poema de David McFields)
    - Así esta la cosa
    - Canción del Hombre Nuevo
    - Toma la tierra
    - Son estas mismas manos (Francisco Cedeño)
    - Se está forjando la Patria

  - Lado 2
    - La Hora Cero (poema de Ernesto Cardenal, música de Fabiola Mora)
    - Compañero Estudiante
    - María Rural (poema de Arlen Siu)
    - General de Hombres Libres (Francisco Cedeño)
    - Solo digo Compañeros
    - Trabajadores al poder

- "Vamos Haciendo la Historia", Cuba, 1979.
  - 01. Vamos haciendo la historia (Francisco Cedeño)
  - 02. Vamos, Nicaragua
  - 03. Canción para un reo político (creación colectiva)
  - 04. Apuntes sobre el Tío Sam (Francisco Cedeño)
  - 05. Réquiem a la muerte
  - 06. De la libertad del pueblo (Judith Reyes)
  - 07. 19 de julio
  - 08. Pueblo, ejército, unidad: garantía de la victoria

- "Por la Patria", ENIGRAC, 1982 (Managua, Nicaragua)
  - 01. Juventud Sandinista  6:35
  - 02. A Ulises Rodríguez  3:08
  - 03. El Yanqui Se Va A Joder  4:58
  - 04. A Vos Mujer  4:49
  - 05. Quienes Son  6:15
  - 06. El Cuje  4:48
  - 07. El Salvador Vencerá  4:37
  - 08 Por La Patria  3:15

- "Los supermanes también mueren", ENIGRAC, 1983 (Managua, Nicaragua)

- "La insurrección de las voces" (disco antológico grabado en vivo el 7 y 8 de noviembre de 2009 en el Teatro Nacional "Rubén Darío", una producción gracias a la colaboración de la Camerata Bach)

## Reunión 2018
En abril del año 2018, Marlene y Pancho se reunieronhttps://youtu.be/ww0Nve6vts4 (enlace roto disponible en Internet Archive; véase el historial, la primera versión y la última). en un homenaje al periodista Ángel Gahona de Blufields, uno de los 63 asesinados por la Policía Nacional durante las manifestaciones de abril de 2018 contra el gobierno de Ortega-Murillo, acusado de retomar actitudes dictatoriales como las de Somoza. En su participación cantaron 4 canciones, se presentaron y dijeron que como en los años 70 acompañaron con su música al pueblo, hoy lo volvían a hacer, para animar a los jóvenes porque su lucha es justa, de parte de "los jóvenes de ayer".